# Musée national hellénique

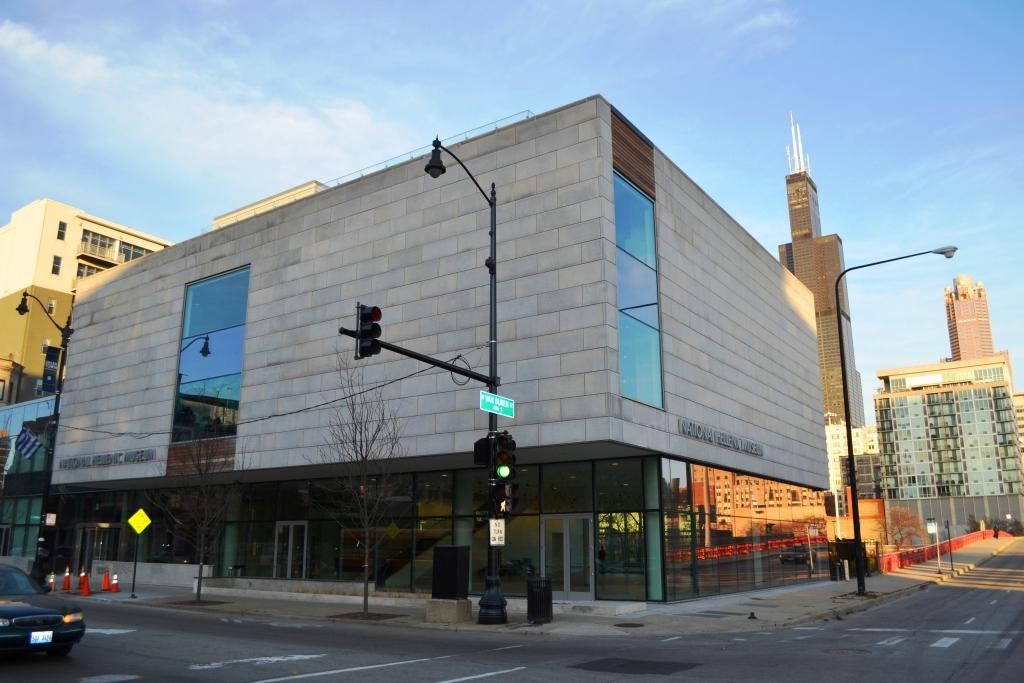
Le musée national hellénique.

Le musée national hellénique (auparavant : musée hellénique et centre culturel) est un musée de la ville de Chicago consacré à l'histoire et à la culture grecques et gréco-américaines. Haut lieu de Greek Town, le quartier grec de Chicago, le musée existe depuis 1983 mais il est installé dans son bâtiment actuel depuis 2011.
Outre ses collections, le musée possède une bibliothèque et un centre d'archives, qui collecte notamment des témoignages liés à l'histoire de l'immigration grecque aux États-Unis.